# 清納
清納（せいのう）は福岡県北九州市八幡西区の地名。清納一丁目から二丁目の町がある。住居表示実施済み。郵便番号は806-0013。

## 地理
八幡西区の北部東端に位置し、南東に東川頭町、南に西川頭町、南西に平尾町、西に紅梅、北に陣山と接し、東に八幡東区桃園と接する。

## 地域の特徴
起伏のある土地に立地する住宅地。北縁に沿って山手通りが走っている。

一丁目に市営住宅清納北団地、一丁目と二丁目に市営住宅清納団地、二丁目に仰星学園高等学校（新館），成松幼稚園などがある。

## 歴史
一丁目の山手通り沿いには八幡休日急患診療所があったが、1995年（平成7年）に大字穴生に移転、10年後に廃止された。

### 地名の由来
大字藤田の字清納に由来する。春日神社への供米を作っていた田（清納田）のあったところである。

### 沿革
- 1969年（昭和44年）6月1日 - 清納一丁目 - 二丁目新設[5]。
- 1974年（昭和49年）4月1日 - 八幡区が八幡西区と八幡東区に分かれ、八幡区清納一丁目 - 二丁目は八幡西区清納一丁目 - 二丁目となる[6]。

### 町名の変遷
| 実施内容          | 実施年月日               | 実施後     | 実施前                   |
| ----------------- | ------------------------ | ---------- | ------------------------ |
| 町名新設 住居表示 | 1969年（昭和44年）6月1日 | 清納一丁目 | 南陣山町，清納町の各一部 |
| 町名新設 住居表示 | 1969年（昭和44年）6月1日 | 清納二丁目 | 久喜町，清納町の各一部   |

## 世帯数と人口
2025年（令和7年）3月31日現在（北九州市発表）の世帯数と人口は以下の通りである。
| 町         | 世帯数  | 人口    |
| ---------- | ------- | ------- |
| 清納一丁目 | 361世帯 | 555人   |
| 清納二丁目 | 333世帯 | 640人   |
| 計         | 694世帯 | 1,195人 |

### 人口の変遷
国勢調査による人口の推移。
| 1995年（平成7年）  | 1,830人 | [ 8 ]  |  |
| 2000年（平成12年） | 1,706人 | [ 9 ]  |  |
| 2005年（平成17年） | 1,544人 | [ 10 ] |  |
| 2010年（平成22年） | 1,466人 | [ 11 ] |  |
| 2015年（平成27年） | 1,334人 | [ 12 ] |  |
| 2020年（令和2年）  | 1,327人 | [ 13 ] |  |

### 世帯数の変遷
国勢調査による世帯数の推移。
| 1995年（平成7年）  | 761世帯 | [ 8 ]  |  |
| 2000年（平成12年） | 805世帯 | [ 9 ]  |  |
| 2005年（平成17年） | 741世帯 | [ 10 ] |  |
| 2010年（平成22年） | 741世帯 | [ 11 ] |  |
| 2015年（平成27年） | 679世帯 | [ 12 ] |  |
| 2020年（令和2年）  | 665世帯 | [ 13 ] |  |

## 学区
市立小・中学校に通う場合、学区は以下の通りとなる。
| 丁目       | 街区 | 小学校                   | 中学校               |
| ---------- | ---- | ------------------------ | -------------------- |
| 清納一丁目 | 全域 | 北九州市立黒崎中央小学校 | 北九州市立花尾中学校 |
| 清納二丁目 | 全域 | 北九州市立黒崎中央小学校 | 北九州市立花尾中学校 |

## 交通

### バス
域内のバス停と系統は以下のとおりである。
| 運行事業者 | 運行事業者 | 西鉄バス北九州 | 西鉄バス北九州 | 西鉄バス北九州 | 西鉄バス北九州 |
| 系統       | 系統       | 40             | 42             | 91             | 197            |
| 停留所     | 久喜町     | ○              | ○              | ○              | ○              |

## 施設

### 教育施設
- 仰星学園高等学校
  - 新館
- 成松幼稚園

### 公営住宅
- 市営住宅清納団地
- 市営住宅清納北団地

### 公園
- 清納公園